# Nepenthes gymnamphora
Nepenthes gymnamphora is een vleesetende bekerplant uit de familie Nepenthaceae. De soort is endemisch in de Indonesische eilanden Java en Sumatra, waar hij voorkomt van 600 tot 2800 meter boven zeeniveau. De soortaanduiding is samengesteld uit het Oudgriekse gymnos (naakt) en amphoreus (amfora). De plant lijkt zowel qua morfologie als groeiwijze sterk op de sympatrische N. rhombicaulis.

## Natuurlijke hybriden
- N. bongso × N. gymnamphora
- N. gymnamphora × N. mikei [=N. × pangulubauensis]
- N. gymnamphora × N. ovata
- N. gymnamphora × N. reinwardtiana
- ? N. gymnamphora × N. rhombicaulis
- N. gymnamphora × N. singalana
- N. gymnamphora × N. spathulata
- N. gymnamphora × N. spectabilis
- N. gymnamphora × N. talangensis

## Trivia
De Duitse zoöloog Ernst Haeckel publiceerde in 1904 een boek met honderd lithografische prenten, getiteld Kunstformen der Natur. Plaat 62 draagt de titel "Nepenthaceae" en toont een Nepenthes gymnamphora met vangbekers van diverse leeftijden. Haeckel gebruikte in de begeleidende tekst het synoniem Nepenthes melamphora.

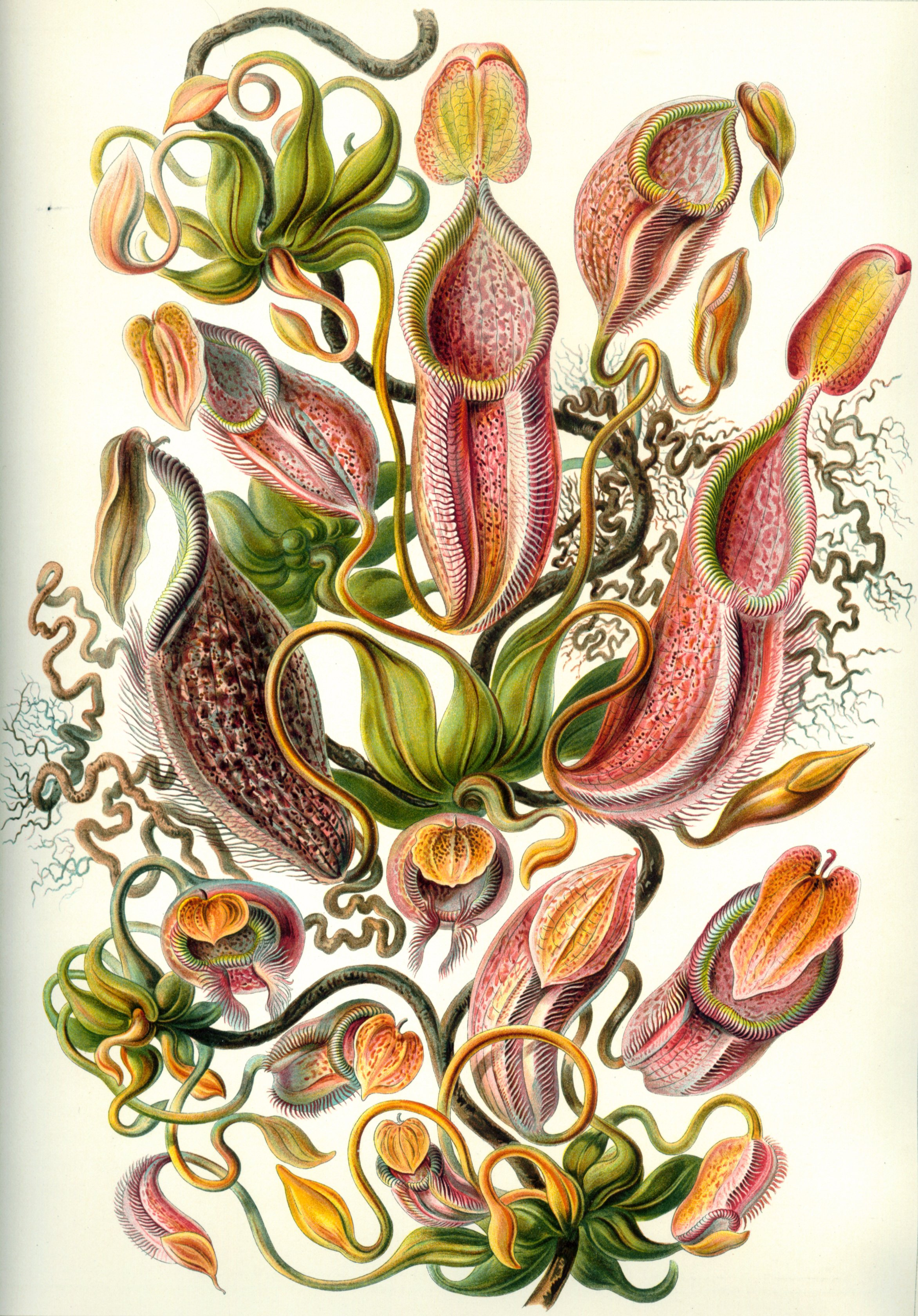
Plaat 62 in Ernst Haeckels Kunstformen der Natur: "Nepenthaceae"

... · 
N. alata · 
N. albomarginata · 
N. ampullaria · 
N. argentii · 
N. aristolochioides · 
N. attenboroughii · 
N. bicalcarata · 
N. bokorensis · 
N. bongso · 
N. boschiana · 
N. burkei · 
N. campanulata · 
N. chaniana · 
N. danseri · 
N. deaniana · 
N. densiflora · 
N. diatas · 
N. distillatoria · 
N. edwardsiana · 
N. ephippiata · 
N. gracilis · 
N. gymnamphora · 
N. hirsuta · 
N. inermis · 
N. insignis · 
N. jamban · 
N. khasiana · 
N. lamii · 
N. leyte · 
N. lingulata · 
N. lowii · 
N. macfarlanei · 
N. macrophylla · 
N. madagascariensis · 
N. masoalensis · 
N. maxima · 
N. mirabilis · 
N. monticola · 
N. northiana · 
N. ovata · 
N. peltata · 
N. pervillei · 
N. pitopangii · 
N. rafflesiana · 
N. rajah ·
N. rhombicaulis · 
N. rosea ·
N. sanguinea · 
N. sibuyanensis · 
N. spathulata · 
N. tenax · 
N. tenuis · 
N. veitchii ·
N. ventricosa ·
N. vieillardii ·
N. villosa · 
...